# DD35A型柴油机车
DD35A型柴油机车是美国通用汽车易安迪公司（GM-EMD）在1960年代推出的一款大功率电力传动柴油机车。

## 开发背景
1950年代，聯合太平洋鐵路与美国机车公司、通用电气公司合作，开发了一系列大功率燃气轮机车以取代大男孩型蒸汽机车，创造出当时世界上输出功率和牵引力最大的铁路机车。至1960年代初，由于石油和塑料工业的快速发展造成重油价格持续上涨，聯合太平洋鐵路希望订购新型大功率柴油机车以节省燃料成本。因此，根据聯合太平洋鐵路提出的技术要求，美国的三大铁路机车制造商各自研制了5000～5500马力等级的大功率干线货运柴油机车，分别为通用电气公司的U50型柴油机车、易安迪公司的DD35型柴油机车、以及美国机车公司的世纪855型柴油机车。
首两台DD35型柴油机车于1963年9月落成，易安迪公司将其向主要铁路公司巡回示范，但只有联合太平洋铁路和南太平洋铁路对此表示兴趣。联合太平洋铁路随即买下了整个示范机车组，并向易安迪下了25台DD35型柴油机车的订单，这批机车于1964年5月至9月期间交付使用。1965年，易安迪还在DD35型柴油机车的基础上，为联合太平洋铁路研制了具备司机室的DD35A型柴油机车。由于大功率单节双机组机车运用灵活性较差，加上受到1970年代美国经济衰退的影响，联合太平洋铁路亦在1977年将旗下所有DD35型柴油机车退役，DD35A型柴油机车则在1981年退役报废。

## 技术特点
DD35A型柴油机车和DD35型柴油机车的结构大同小异，都是在GP35型柴油机车基础上设计的单节八轴柴油机车，实际上相当于两台GP35型柴油机车的结合体。DD35A型柴油机车的车体为底架承载结构、双侧外走廊、单端司机室的罩式车体，车体底架全长为24,841毫米，车钩中心距离为26,797毫米，转向架中心距为16,764毫米。机车走行部为两台采用导框式轴箱定位、双侧闸瓦制动、心盘牵引装置的四轴转向架，其结构与联合太平洋铁路燃气轮机车使用的转向架大致相同。
机车装用两台16气缸、二冲程、涡轮增压的16-567D3A型柴油机，该型柴油机是在16-567D3型柴油机的基础上改良而成，当额定转速为每分钟900转时，额定功率可达2500马力，其主要特点包括经过改进的活塞、喷油器和气缸盖结构，增加冷却面积和改善散热能力，并采用了新型空气滤清器和自动防护装置。传动系统采用直—直流电传动，两套电传动装置各自驱动每台转向架上的四台牵引电动机。主发电机和辅助发电机采用同轴结构，在和柴油机输出轴相联的同一根轴上，装有D32型直流主发电机和D14型交流辅助发电机。主发电机的额定电压为600伏特，冷却方式为强迫通风。辅助发电机用于供电给冷却风扇，供电制式为200伏特三相交流电。另有一台10千瓦的直流辅助发电机供电给控制电路、照明电路和蓄电池组。